# Бил Клири
Вилијам Џон „Бил” Клири Јуниор (енгл. William John "Bill" Cleary, Jr.; Кембриџ, 19. август 1934) некадашњи је аматерски амерички хокејаш на леду, а потом и хокејашки тренер. Током играчке каријере играо је на позицији центра. Године 1997. уврштен је у Кућу славних хокеја на леду ИИХФ-а.
Као члан сениорске репрезентације Сједињених Држава освојио је две олимпијске медаље, злато на ЗОИ 1960. у Скво Валију и сребро на ЗОИ 1956. у Кортини. Пуних 15 година радио је као тренер екипе Универзитета Кембриџ.
Његов млађи брат Боб такође је био амерички репрезентативац у хокеју на леду и олимпијски победник.

## Спољашње вез
- Бил Клири на веб-сајту EliteProspects.com (језик: енглески)
- Бил Клири на веб-сајту IHDb (језик: енглески)
- Бил Клири на сајту Sports-Reference.com (архивирано)